# Naturpark Adamello-Brenta
Der Naturpark Adamello-Brenta (italienisch Parco naturale Adamello-Brenta) ist ein Naturpark in den Südalpen in der italienischen Provinz Trient. Er umfasst das Gebiet der Brenta und  der östlichen Adamello- und Presanellagruppe mit der Presanella und dem Monte Carè Alto.
Der Park wurde 1967 eingerichtet und 1987 erweitert. Charakter- und Symbolfigur des Parks ist der Braunbär, der auch das Logo des Parks bildet. Der Schutz des letzten italienischen Vorkommens von Alpen-Braunbären war auch einer der ausschlaggebenden Gründe zur Einrichtung des Parks.

## Begrenzung und Fläche
Er erstreckt sich heute von Nord nach Süd südlich des Val di Sole zum Tonalepass und der Giudicarie und von Ost nach West zwischen dem Nonstal (Val di Non) – Lago di Molveno und der Grenze der Provinzen Lombardei und Trentino. Ausgespart sind die südlichen Bereiche der Adamellogruppe ab dem Val Breguzzo, das von Süden in das Gebiet eindringende Val Rendena von Tione bis Madonna di Campiglio und die Nordabdachung der Presanellagruppe zum Val di Sole.
Er grenzt im Westen direkt an den Parco regionale dell’Adamello, 510 km². Zusammen mit den weiteren mittelbar angrenzenden Schutzgebieten Nationalpark Stilfserjoch (1346 km²) und Schweizerischer Nationalpark (170 km²) bilden diese 4 Schutzgebiete eine der flächengrößten Schutzzonen der Alpen (2647 km²), wobei die Schutzbestimmungen je nach Park und vorhandener interner Zonierung unterschiedlich sind.
Als einziger Konkurrent zählen dabei lediglich die ebenfalls länderübergreifend angrenzenden Schutzgebiete Naturpark Rieserferner-Ahrn, Nationalpark Hohe Tauern und Ruhegebiet Zillertaler Alpen, wobei der Nationalpark Hohe Tauern ein in sich zerteiltes Gebiet umfasst.

## Naturräumlichkeit
Der Park erstreckt sich über einen Großteil des Trentiner Anteils der beiden Gebirgsgruppen der Brenta und der Adamello- und Presanellagruppe. Der Park teilt sich in einen östlichen Teil in der Brentagruppe und einen westlichen Teil in der Adamello- und Presanellagruppe auf, die nur im Val Meledrio nördlich von Madonna di Campiglio in einem schmalen Bereich zusammenhängen. Beide Teile unterscheiden sich erheblich.
Der östliche Teil in der Brentagruppe ist durch Sedimentgesteine, vor allem Dolomit geprägt. Schroff und kühn aufragende Berggestalten bis zu einer Höhe von über 3000 m s.l.m. prägen das Bild. Die Vergletscherung ist gering, nur wenige Seen und Fließgewässer existieren. Almen, urwüchsige Wälder und Karsterscheinungen sind häufig.
Der westliche Teil der Adamello- und Presanellagruppe ist durch junge Intrusivgesteine geprägt, vor allem Tonalit. Die Berggestalten sind wuchtig und massig und erreichen eine Höhe von über 3500 m s.l.m. Wasser ist allgegenwärtig. Ausgedehnte Gletscher, sehr viele Karseen und Bäche, teilweise mit eindrucksvollen Wasserfällen charakterisieren die Landschaft. Dichte Wälder bedecken die steilen Talhänge, oberhalb liegen Almen, von denen manche seit den Kämpfen im Gebirgskrieg 1915–1918 aufgelassen sind.

## Tierwelt und Projekte
Die Tierwelt ist reichhaltig, auch durch die vielgestaltige und abwechslungsreiche Landschaft. Die Besonderheit im Park ist das Vorkommen von Alpen-Braunbären, zu dessen Bestandsstabilisierung seit 1996 das Projekt Life Ursus durchgeführt wird. Im Rahmen dieses Projekts wurden seit 1999 10 Jungbären aus Slowenien und Kroatien im Park freigelassen. Seitdem wurde bereits mehrfach Nachwuchs beobachtet. Die bisherigen Schutzbemühungen haben den vormals auf geschätzt 3 Bären gesunkenen Bestand auf etwa 40 Bären anwachsen lassen (2013), die auch die weitere Umgebung des Parks durchstreifen.
Nach Pressemitteilungen des Parks wurden in den letzten Jahren ebenfalls Luchsspuren festgestellt und im Winter 2009/10 Spuren eines Wolfes beobachtet. Die Parkverwaltung begrüßt dies als Rückkehr der Großen 3.
Im Park leben ebenso Gämsen, Rothirsche und Rehe. Alpensteinbock und Mufflon wurden wieder angesiedelt. Darüber hinaus sind viele weitere Säugetiere, Vögel, Reptilien und Amphibien im Park anzutreffen.
Neben vielen weiteren faunistischen Besonderheiten sind die bekanntesten Raufußhühner der Alpen, das Schneehuhn, das Birkhuhn und der Auerhahn anzutreffen. Verhältnismäßig oft kreisen Steinadler in den Lüften, seit erfolgreichen Ansiedlungsprojekten im benachbarten Nationalpark Stilfserjoch lässt sich auch der Bartgeier gelegentlich beobachten.
Der 2006 in Bayern erlegte Braunbär JJ1 (Bruno, tw. Beppo genannt) wurde 2004 hier geboren.

## Flora
Die Flora im Park ist sehr artenreich und umfasst im östlichen Bereich der Brentagruppe ausgesprochene kalkliebende Arten, während im westlichen Bereich der Adamello- und Presanellagruppe Silikatzeiger überwiegen. So findet sich die alpine Symbolblume, das kalkliebende Edelweiß verhältnismäßig häufig in der Brentagruppe, während es im Westteil eher selten anzutreffen ist.
Weitere Raritäten in der Brenta sind die Korianderblättrige Schmuckblume, ein südalpiner Endemit, und die Schopfige Teufelskralle, ein charakteristischer Felsspaltenbesiedler. In der Adamello- und Presanellagruppe ist die Val Daone Primel als Rarität anzutreffen, der Punktierte Enzian ist häufig auf den Hochweiden bis zur Gletscherregion zu finden. Neben wenigen anderen Arten ist der Himmelsherold noch im Gipfelbereich über 3000 m s.l.m. Höhe anzutreffen, so am Gipfelkamm der Cresta della Croce 3313 m s.l.m.

## Tourismus
Die Naturparkverwaltung unterhält thematische Besucherzentren in den umliegenden Orten (z. B. zum Thema Bären in Spormaggiore, zur Flora in Stenico). Es werden Umweltbildungsmaßnahmen, vor allem für Schulen, durchgeführt. Darüber hinaus wird in der Hauptsaison ein offenes Exkursionsprogramm angeboten. Broschüren in mehreren Sprachen (Italienisch, Englisch, Deutsch) informieren über einzelne Täler, über das allgemeine Verhalten im Park und über das Verhalten bei der (sehr seltenen) Begegnung mit einem Bären.
Beide Bereiche sind gut mit Wanderwegen und Hütten erschlossen. Einen gewissen Unterschied gibt es. Während die Brenta im Osten neben normalen Wanderwegen von einem beachtlichen Netz von Klettersteigen durchzogen wird und viele Touristen anzieht, ist die Adamello- und Presanellagruppe deutlich ruhiger geblieben.